# Induno Olona
Induno Olona är en ort och kommun i provinsen Varese i regionen Lombardiet i Italien. Kommunen hade 10 311 invånare (2018).